# Mab (Roswell Conspiracies)
(Mab)
Regina Mab (Queen Mab), è un personaggio immaginario della serie televisiva d'animazione Roswell Conspiracies, creata da Kaaren Lee Brown.

È doppiata in originale da Saffron Henderson ed in italiano da Rosalba Bongiovanni.

## Caratteristiche

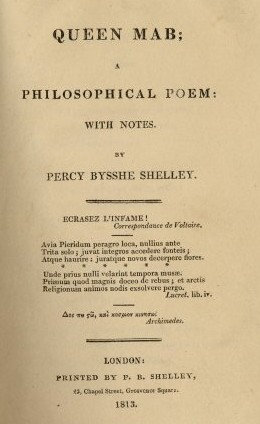
La regina Mab di Percy Bysshe Shelley.

Mab è una donna alta, snella e pallida con una folta chioma verde che le ricade sulle spalle e sul petto, ha il viso secco e i lineamenti appuntiti. Curiosamente a differenza delle sue simili i suoi occhi sono perennemente illuminati di rosso e non soltanto quando usa i suoi poteri. Il suo viso ha parecchie rughe d'espressione, i suoi canini sono molto sviluppati ed al posto delle sopracciglia ha due tatuaggi spiraleggianti. In quanto regina Mab porta sempre la lunga tunica delle Banshee di colore bianco o lilla e molto più decorata sui bordi e sulle maniche rispetto a quella delle consorelle.
È una donna severa ma giusta che mette il bisogno del suo popolo e le leggi stabilite dalle sue antenate davanti ai suoi sentimenti, ragion per cui esilia e tenta di uccidere Sh'lainn per le sue idee rivoluzionarie ed aperte verso gli uomini nonostante per lei sia quasi una seconda figlia. Mab odia gli esseri umani, ed in particolare Rinaker e li considera dei mostri che si cibano del loro stesso pianeta come parassiti e lo avvelenano con la loro tecnologia; nonostante ciò ha una figlia biologica: Shrian. Il che dimostra che in passato debba aver avuto qualche legame con gli esseri umani o essersi innamorata di uno di loro stabilendovi un legame psichico, dato che questo è l'unico modo per una Banshee di partorire una figlia piuttosto che venga generata dall'Albero della luce. Ad ogni modo chi o dove sia l'uomo in questione non è dato saperlo, così come non si conoscono i rapporti attuali tra i due ma è probabile che la fine della relazione abbia indurito maggiormente il cuore di Mab.
Un'altra razza che odia sono i Vampiri, che non esita mai ad aggredire e uccidere portando avanti una guerra secolare; è stata proprio lei a coniare il termine "Tecnovermi" usato dalle Banshee per riferirsi ai Vampiri. Nonostante ciò verso la fine della serie sembra sviluppare un certo rispetto per Dorn, il secondo di Hanek.
Mab è, per sua stessa ammissione, la Banshee più anziana sulla Terra, nonostante ciò però, non fu lei a portare la sua specie sul pianeta nel 527 d.C., poiché non potrebbe in nessun modo avere più di 300 anni, il limite massimo della vita di una Banshee.
Il personaggio è ovviamente ispirato alla Regina Mab, della celebre opera teatrale Romeo e Giulietta di William Shakespeare.

## Biografia del personaggio

### Antefatti
Mab nacque sulla Terra, in Irlanda nel Tir-In-Am-Ban generata dall'Albero della Luce all'incirca attorno al 1700. Della sua vita si sa ben poco, ma è possibile che in gioventù si fosse innamorata di un umano col quale è arrivata a stringere un legame vitale, essendo questo l'unico modo in cui una Banshee può dare alla luce un figlio, ed avendo appunto Mab partorito una figlia biologica: Shrian. Ad ogni modo pare che col tempo i rapporti tra i due siano degenerati, dato che esso non viene mai ne nominato ne mostrato ed è dubbia perfino la sua esistenza.
A causa del rapporto d'amicizia quasi fraterno tra sua figlia e Sh'lainn, Mab iniziò a considerare la Banshee albina come fosse sua figlia.

### Nella serie
Quando l'attrazione di Sh'lainn per il mondo degli umani divenne troppo forte, Mab fu costretta a esiliarla per il bene del clan e cercò addirittura di ucciderla per impedire alle consorelle di seguire il suo esempio, arrivando perfino a ricorrere all'aiuto dei Minotauri per raggiungere l'obbiettivo, ma tutte le volte la protezione di Logan verso la giovane Banshee si rivelò un ostacolo insormontabile.
In seguito Mab venne rapita da Varla e Hanek al fine di far scoppiare una guerra tra le Banshee e l'Alleanza perché queste lasciassero libero il Regno delle Banshee al fine di permettere ai Vampiri di sradicare l'Albero della Luce e porre fine all'esistenza di ogni Banshee. Fortunatamente l'intervento di Logan impedirà gli intenti di Hanek. Dopo tale evento Mab concederà una tregua a Sh'lainn, promettendo che non avrebbe più tentato di ucciderla ma non per questo riammetendola nel clan.

#### Epilogo
Quando scoppierà la guerra contro gli Shadoen, Mab collaborereà assieme alla sua gente e, convinta da Fitz, autorizzerà l'utilizzo delle sue consorelle come alimentatori per la tecnologia del teletrasporto Vampira per portare la bomba EMP a bordo della nave madre Shadoen. Durante i lavori di manutenzione del macchinario svilupperà una sorta di rispetto per il secondo di Hanek.
Dopo la guerra Mab e Sh'lainn accantoneranno le loro divergenze e sigleranno la riammissione di quest'ultima nel clan con un abbraccio.

## Poteri e abilità
Come tutte le Banshee, Mab ha la forza e i limiti fisici di un normale umano ma è comunque molto agile ed atletica e possiede una conoscenza discreta del corpo a corpo. Spesso in battaglia si serve di pugnali di forma serpeggiante per non essere dipendente dai suoi poteri.
Mab condivide un forte legame con la terra e con la natura da cui trae energia che incanala nel corpo come una sorta di batteria ed è in grado di rilasciare sotto forma di scariche elettriche o campi di forza; inoltre è in grado di teletrasportare se stessa ed altre persone usando delle particolari rocce simili a menhir e disponendole a triangolo intorno al proprio corpo. Allo stesso scopo può servirsi di costruzioni monolitiche come i cerchi di pietra.
Può volare o meglio levitare, è immune agli effetti del gas naturale, vede il futuro attraverso i sogni e predice quando qualcuno sta per morire (mortemcognizione) con un conto alla rovescia che la colpisce come spasmo involontario. Quando utilizzano le sue abilità i suoi capelli si muovono come tentacoli animati di vita propria, le sue dita divengono artigli ed emette un verso stridente. Quest'ultima capacità le permette di simulare alla perfezione gli ultrasuoni e svariate altre frequenze sonore specifiche col solo ausilio delle proprie corde vocali. I suoi poteri tuttavia vengono annullati dai campi magnetici, e le sue scariche d'energia possono venire neutralizzate bloccandole le mani.
È probabile che in gioventù instaurò un legame vitale con un essere umano che rese lei ed il compagno come un'unica entità in due corpi distinti. Questo legame, sentito da entrambi non solo permette un'unificazione mnemonica ma rende l'uomo una sorta di amplificatore per i poteri di Mab ed inoltre fa in modo che i due siano legati fino alla morte, ovvero avranno esattamente la stessa durata vitale e non potranno morire se non per invecchiamento, il quale avrà per entrambi la velocità che ha per una Banshee. Non si conosce chi sia l'uomo in questione, dove si trovi o in che rapporti siano ora.